# Daltonia patula
Daltonia patula là một loài rêu trong họ Daltoniaceae. Loài này được Hedw. Spreng. mô tả khoa học đầu tiên năm 1827.